# Thamnolaea
Thamnolaea là một chi chim trong họ Muscicapidae. bản địa châu Phi cận Sahara. Chi này có các loài sau:
- Thamnolaea cinnamomeiventris
- Thamnolaea coronata (đôi khi được coi là phân loài của T. cinnamomeiventris)[3]